# Kaiten-Zushi
Als Kaiten-Zushi (jap. 回転寿司 ‚zirkulierende Sushi‘, auch Mawari-Zushi 回り寿司 ‚umlaufende Sushi‘), werden japanische Restaurants für Sushi bezeichnet, bei denen die Speisen auf einem rundlaufenden Fließband angeboten werden. Im Westen werden Kaiten-Zushi häufig auch als Running-Sushi (englisch conveyor belt sushi, regional sushi train) bezeichnet. Die Gäste nehmen sich Sushi oder bestellen über eine Sprechanlage am Tisch. Außer Sushi laufen auch Obst, Suppen und Nachtische an den Gästen vorbei. Die Rechnung ergibt sich aus der Anzahl der Teller auf dem Tisch, welche zur differenzierten Preisgestaltung von unterschiedlicher Farbe sein können. Es gibt auch Kaiten-Zushi-Restaurants, in denen man vor dem Essen einen Festpreis bezahlt und sich dann so lange bedient, wie man möchte (食べ放題 Tabehōdai, englisch all-you-can-eat).
Kaiten-Zushi beschränken sich im Vergleich zu „konventionellen“ Sushi-Bars vor allem auf die gängigen Fischsorten, sind hier aber bei ähnlicher Qualität ungleich preisgünstiger und in verschiedenen Bevölkerungsschichten, nicht zuletzt bei Familien, sehr beliebt. Nur zu Stoßzeiten fallen Wartezeiten an. Man bestimmt selbst sehr genau die Menge der Speise, die man zu sich nehmen möchte, und wählt häppchenweise genau die Portionen, die man wünscht. Kaitenzushi-Ketten wie Sushiro bieten Teller zum Einheitspreis von 100 Yen (etwa 90 Cent) an.

Kaiten-Zushi – 回転寿司
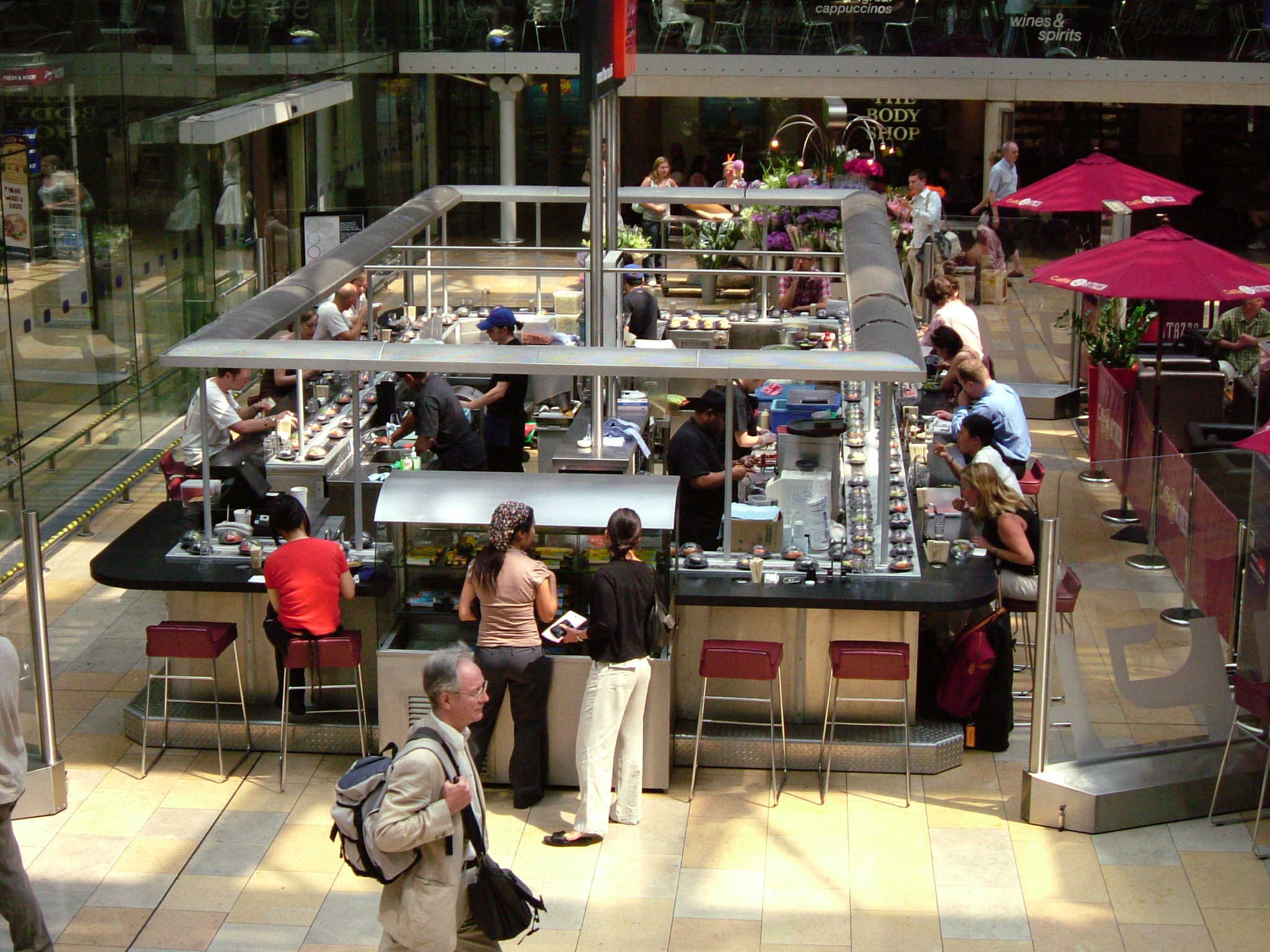
Kaiten-Zushi, Bhf Paddington
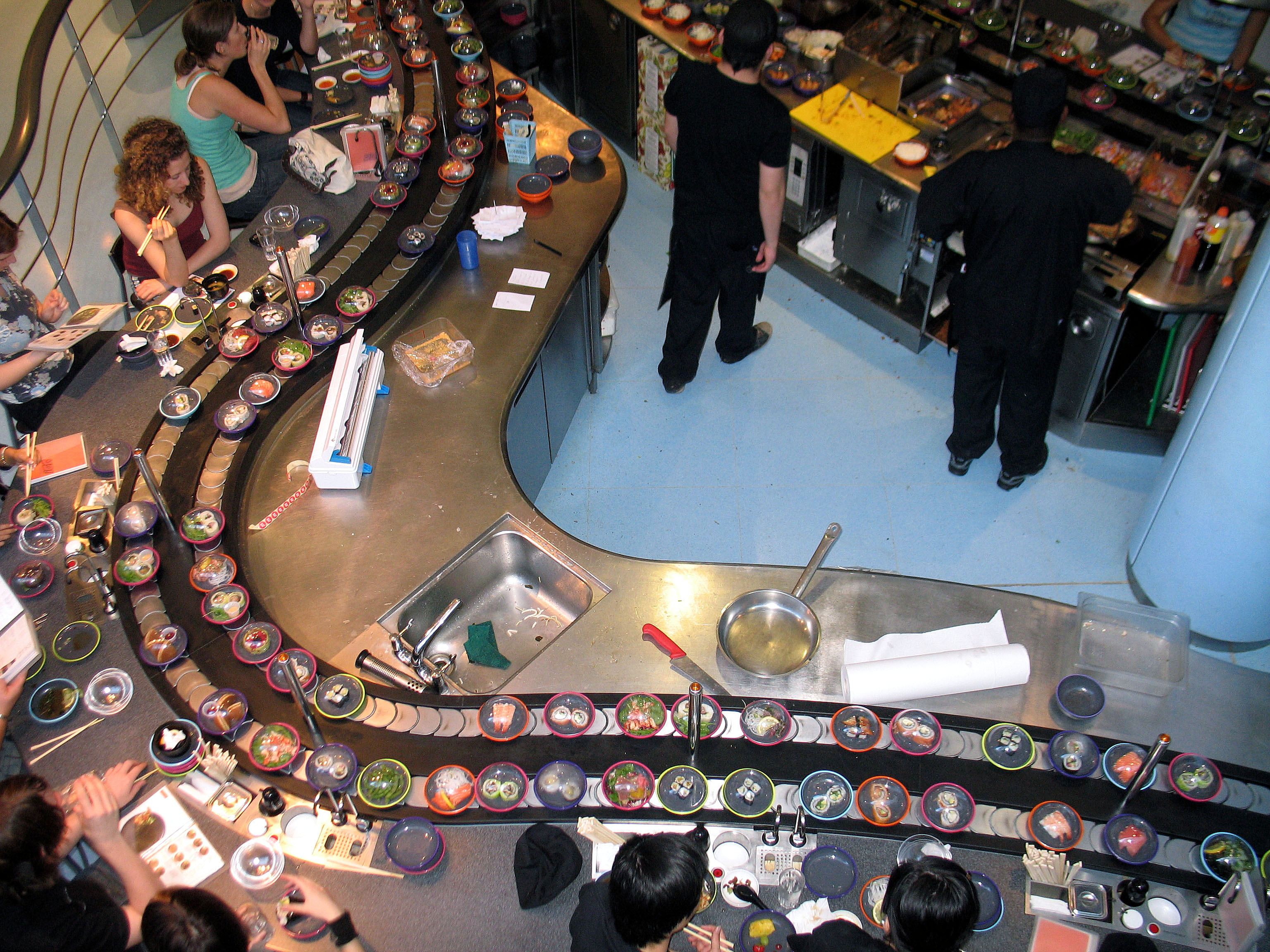
Kaiten-Zushi, Manchester
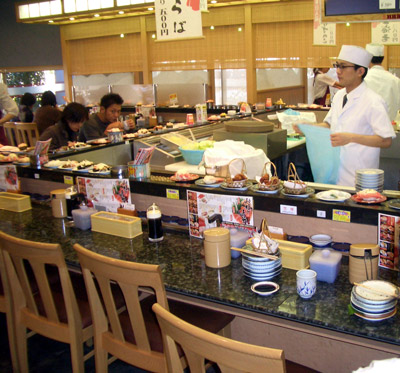
Kaiten-zushi, Kagoshima
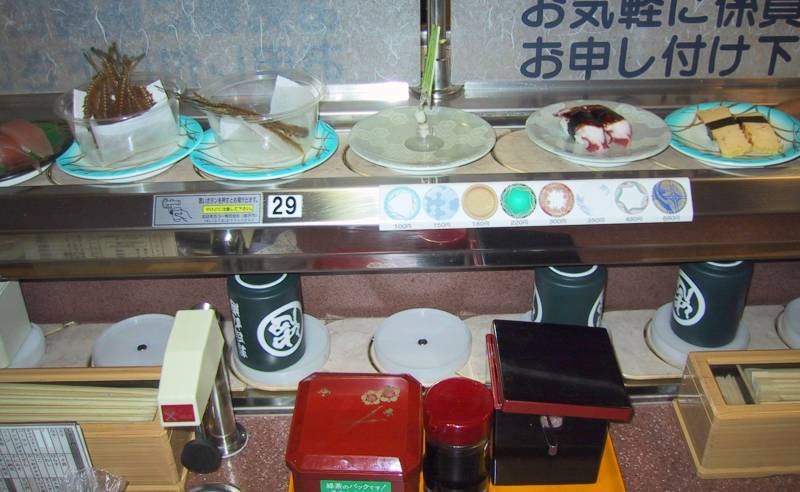
Platz am Kaiten-Zushi-Bar, Japan
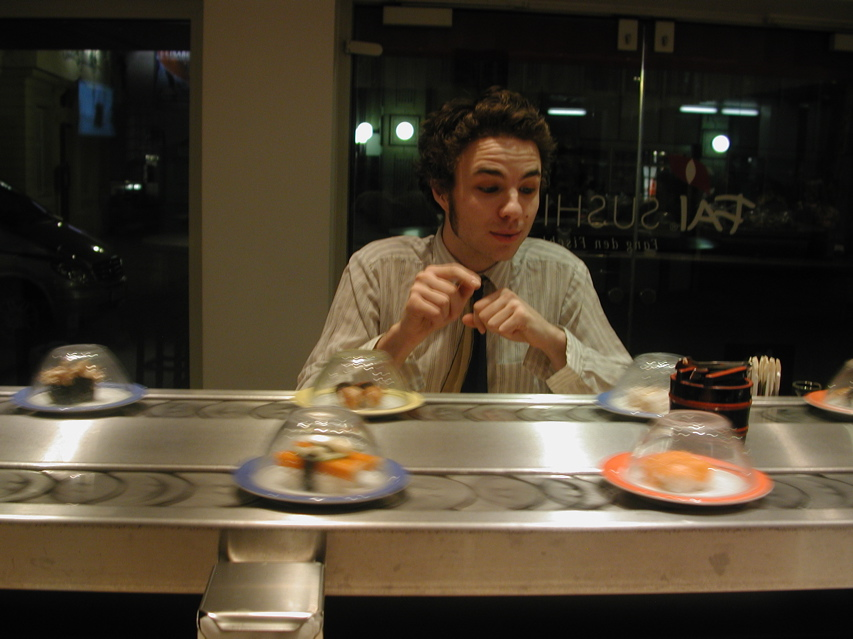
Sushi – Kaiten-Zushi, Stuttgart
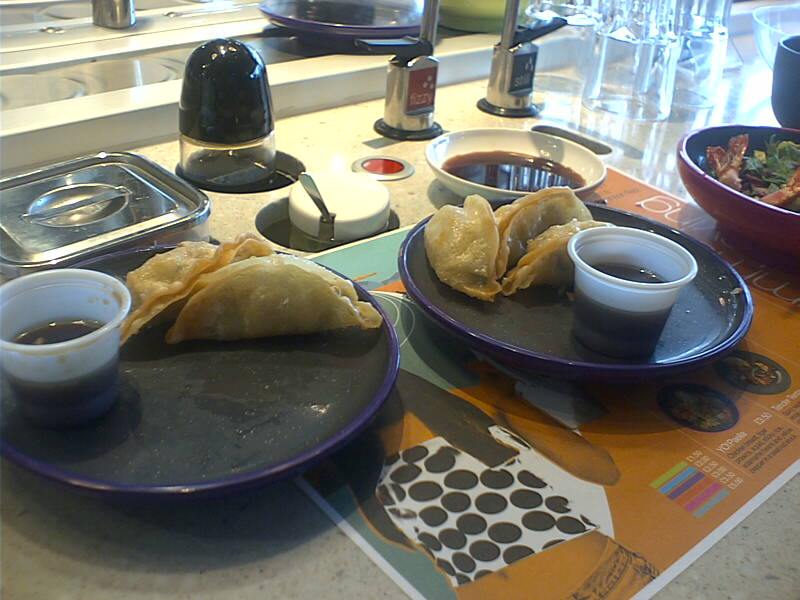
Veg. Gyoza – Kaiten-Zushi, Manchester
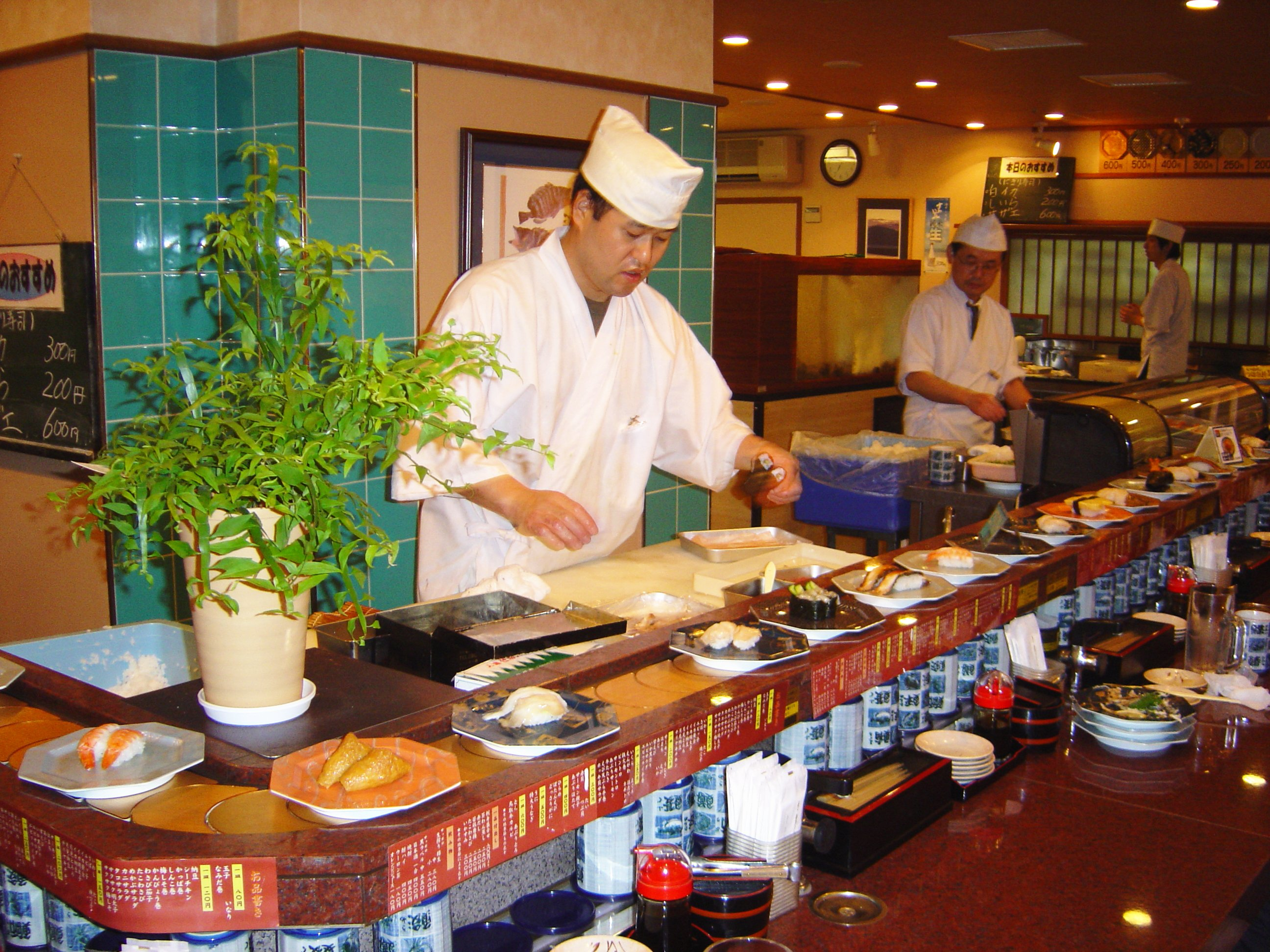
Sushi-Herstellung, Kaiten-Zushi
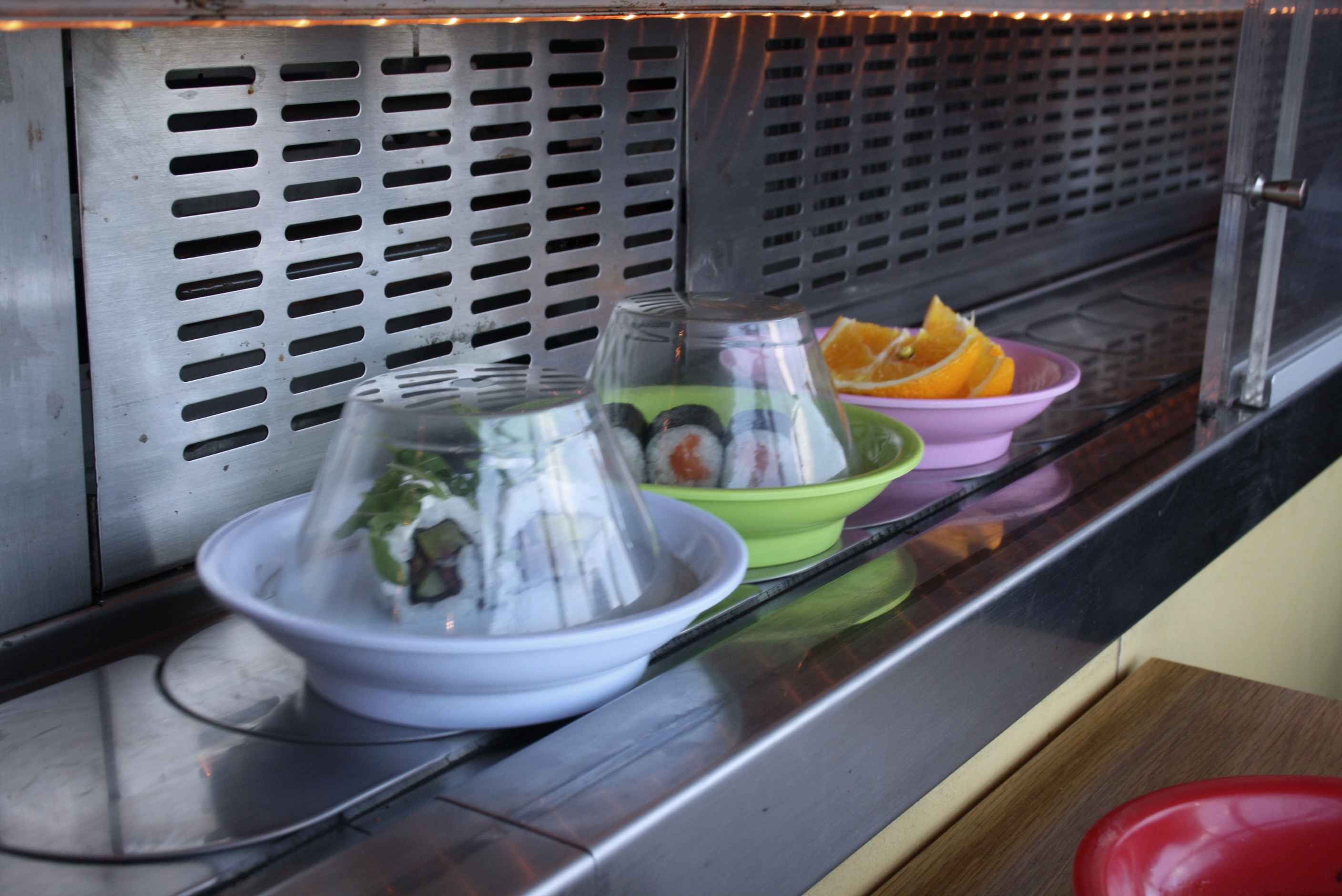
Running Sushi, Riem Arcaden München